# スタヴロポリ地方

スタヴロポリ地方
ロシア語: Ставропольский край

スタヴロポリ地方（スタヴロポリちほう、スターヴロポリ地方、ロシア語: Ставропольский крайスタヴラポーリスキイ・クラーイ）は、ロシア連邦を構成する地方（行政区分）のひとつ。州都はスタヴロポリ。
北カフカスに位置する。ロストフ州、クラスノダール地方、カラチャイ・チェルケス共和国、カバルダ・バルカル共和国、北オセチア共和国、チェチェン共和国、ダゲスタン共和国、カルムイク共和国と隣接する。

## 地理
歴史的にクバーニと呼ばれた地方である。
西部にクバン川、ロストフ州、カルムイク共和国との境界にはマヌィチ川が流れる。

## 歴史
1773年のプガチョフの乱の混乱後、1775年にザポロージャのシーチが廃止。
1786年に初めてЗемля Войска Донского（zemlya Voyska Donskogo、1786年 - 1870年）が設置される。
1787年に露土戦争 (1787年-1791年)が勃発、急遽旧ザポロージャのシーチのウクライナ・コサックから黒海コサック軍が編成される。1792年に黒海コサック軍がクバーニへ移住。1860年にクバーニ・コサック軍となった。
ドン軍管州（1870年 - 1920年）。
ドン全大軍（1918年 - 1920年）。
ドン州（1920年 - 1924年）とドネツィク州に分割。
en:North Caucasus Kraiにドン州を併入。
1937年3月にグリゴリー・オルジョニキーゼにちなみ Орджоникидзевский край（Ordzhonikidze Krai）と改名。
1943年1月12日にNorth Caucasus Kraiが分割されスタヴロポリ地方となる。

## 主な都市
- ピャチゴルスク
- キスロヴォツク
- ネヴィンノムイスク
- エセントゥキ
- ミネラーリヌィエ・ヴォードィ
- ジェレズノヴォツク

## 住民
スラブ系ロシア人が8割を越えるがアルメニア系ロシア人も一定の人数がいる。他ダルギン人、タート人 (コーカサス)等30以上の民族が暮らす多民族地域である。

## 出身者
- ミハイル・ゴルバチョフ
- ユーリ・アンドロポフ
- アレクサンドル・ソルジェニーツィン

## 標準時
この地域は、モスクワ時間帯の標準時を使用している。時差はUTC+3時間で、夏時間はない。（2011年3月までは、標準時がUTC+3で夏時間がUTC+4、同年3月から2014年10月までは通年UTC+4であった）